# Podporučik
Podporučik (in russo подпоручик?, podporučik; in serbo-croato потпоручник?, potporučnik; in ceco podporučík; in polacco podporucznik; in slovacco poručík) è un grado di ufficiale di livello inferiore al tenente nelle forze armate dei Paesi slavi. È il corrispondente del grado di sottotenente nella gerarchia militare italiana.

## Armata imperiale russa
Il grado venne introdotto da Pietro il Grande nel 1703. Esso apparteneva alla XIII classe (fanteria), alla XII classe (artiglieria e genio) ed alla X classe (guardie imperiali) fino al 1884. In linea con le riforme militari nel 1884, il grado divenne podpraporšik, equivalente a quello di mičman (мичман) nella Marina imperiale russa e a quello di "segretario governativo" (губернский секретар; gubernskij sekretar) nell'amministrazione civile, paragonabile al grado di secondo tenente di alcuni eserciti.
Il grado scomparve con la Rivoluzione Russa del 1917 ma rimase in vigore nell'Armata Bianca di Kolčak fino alla sua dissoluzione.
| Sequenza dei gradi                    |                           |                                    |
| grado inferiore: praporščik (alfiere) | podporučik (sottotenente) | grado superiore: poručik (tenente) |

## Polonia
Nelle forze armate polacche i gradi di Podporucznik e Porucznik dell'esercito e dell'aeronautica corrispondono rispettivamente ai gradi di sottotenente e tenente dell'Esercito e dell'Aeronautica italiana, mentre i gradi omologhi della Marina Polacca sono Podporucznik marynarki e Porucznik marynarki corrispondenti rispettivamente al grado di guardiamarina e al grado di sottotenente di vascello della Marina Militare Italiana. Nella Marina Polacca esistono anche i gradi di Komandor porucznik e Komandor podporucznik corrispondenti nella Marina Militare Italiana rispettivamente ai gradi di capitano di fregata e capitano di corvetta.

## Il grado nei diversi paesi
I termini Podporučik (o Podporuchik), Poručik (o Poruchik), e Nadporučik (o Nadporuchik), sono molto simili nelle forze armate dei Paesi slavi. La scala gerarchica dei gradi è approssimativamente la seguente:
- Podporučik (sottotenente/secondo tenente)
- Poručik (tenente)
- Nadporučik (Primo tenente)

| Tabella dei gradi e dei distintivi corrispondenti a poručik | Tabella dei gradi e dei distintivi corrispondenti a poručik | Tabella dei gradi e dei distintivi corrispondenti a poručik | Tabella dei gradi e dei distintivi corrispondenti a poručik | Tabella dei gradi e dei distintivi corrispondenti a poručik | Tabella dei gradi e dei distintivi corrispondenti a poručik                                                                  | Tabella dei gradi e dei distintivi corrispondenti a poručik | Tabella dei gradi e dei distintivi corrispondenti a poručik                                                |
| Paese                                                       | Lingua                                                      | grado NATO OF-1c (junior)                                   | grado NATO OF-1c (junior)                                   | grado NATO OF-1b (junior)                                   | grado NATO OF-1b (junior) | grado NATO OF-1a (senior)                                   | grado NATO OF-1a (senior)                                                                                  |
| ----------------------------------------------------------- | ----------------------------------------------------------- | ----------------------------------------------------------- | ----------------------------------------------------------- | ----------------------------------------------------------- | --- | ----------------------------------------------------------- | --- |
| Paese                                                       | Lingua                                                      | Grado                                                       | Designazione                                                | Grado                                                       | Designazione | Grado                                                       | Designazione                                                                                               |
| Croazia (bandiera)                                          | croato                                                      |                                                             |                                                             |                                                             | Poručnik |                                                             | Natporučnik                                                                                                |
| Macedonia del Nord (bandiera)                               | macedone                                                    |                                                             |                                                             |                                                             | Подпоручник (Podporucznik)                                                                                                   |                                                             | Поручник (Porucznik)                                                                                       |
| Polonia (bandiera)                                          | polacco                                                     |                                                             |                                                             |                                                             | - Podporucznik (Esercito) - Podporucznik (Aviazione)                                                                         |                                                             | - Porucznik (Esercito) - Porucznik (Aviazione)                                                             |
| (fino al 1917)                                              | russo                                                       |                                                             |                                                             |                                                             | Подпоручик (Podporučik ) |                                                             | Поручик (Poručik )                                                                                         |
| Russia (bandiera)                                           | russo                                                       |                                                             | Мла́дший лейтена́нт (Mládšij lejtenant)                       |                                                             | Лейтена́нт (Lejtenánt) |                                                             | Ста́рший лейтена́нт (Stáršij Lejtenánt)                                                                      |
| Serbia (bandiera)                                           | serbo                                                       |                                                             |                                                             |                                                             | - Потпоручник (Esercito) (Potporučnik) - Потпоручник (Aviazione) (Potporučnik) - Потпоручник (Marina fluviale) (Potporučnik) |                                                             | - Поручник (Esercito) (Poručnik) - Поручник (Aviazione) (Poručnik) - Поручник (Marina fluviale) (Poručnik) |
| Slovacchia (bandiera)                                       | slovacco                                                    |                                                             |                                                             |                                                             | Poručík |                                                             | Nadporučík                                                                                                 |
| Slovenia (bandiera)                                         | sloveno                                                     |                                                             |                                                             |                                                             | Poročník |                                                             | Nadporočnik                                                                                                |
| Rep. Ceca (bandiera)                                        | ceco                                                        |                                                             | Podporučík (fino al 2011)                                   |                                                             | Poručík |                                                             | Nadporučík                                                                                                 |
|                                                             |                                                             |                                                             |                                                             |                                                             | |                                                             | |
| Equivalente                                                 | Equivalente                                                 |                                                             |                                                             |                                                             | Sottotenente |                                                             | Tenente |
| Equivalente                                                 | Equivalente                                                 |                                                             |                                                             |                                                             | Second lieutenant |                                                             | First lieutenant                                                                                           |